# República de Manitoba
La República de Manitobah fue un estado no reconocido de corta duración fundado en junio de 1867 por Thomas Spence en la ciudad de Portage la Prairie en lo que hoy es la provincia canadiense de Manitoba .

## Historia
A mediados del siglo XIX, la futura provincia de Manitoba todavía formaba parte de Rupert's Land, un territorio propiedad de la Hudson's Bay Company (HBC).
En 1858, la población de la comunidad de Portage se había desarrollado hasta el punto en que se hizo evidente la necesidad de una corporación municipal. Como Portage la Prairie no tenía gobierno, leyes ni impuestos en ese momento, Spence y un grupo de colonos locales formaron un gobierno provisional en enero de 1868, primero llamándolo República de Caledonia antes de cambiar el nombre más tarde a República de Manitobah, después de un lago local. El mes siguiente, Spence y su grupo escribieron a la Oficina Colonial Británica pidiendo que la república fuera reconocida como entidad política, pero no hubo respuesta.

### Disolución
La república nunca tuvo fronteras claramente definidas y no pudo persuadir a los comerciantes locales de HBC para que pagaran sus impuestos. A finales de la primavera de 1868, la Oficina Colonial de Londres había informado a la república que su gobierno no tenía poder. Los problemas de la república se vieron agravados por un juicio fallido por difamación por acusaciones de malversación de fondos fiscales. La República de Manitobah colapsó antes de que tuviera la oportunidad de florecer.
Thomas Spence sirvió en el consejo del gobierno provisional de Louis Riel, cuyas acciones llevaron a la formación de la Provincia de Manitoba dentro de Canadá el 15 de julio de 1870.

## Legado
Thomas Spence fue la primera persona en utilizar la palabra Manitoba en referencia tanto al lago como al territorio circundante; Entonces, aunque el gobierno se disolvió, el nombre Manitoba permanece hasta el día de hoy.
La historia de la República de Manitobah fue convertida en un corto animado humorístico, llamado Spence's Republic, por la Junta Nacional de Cine de Canadá en 1978, como parte de la serie Canada Vignettes.